# مايك برادنر
مايك برادنر (3 مارس 1937 - 27 فبراير 2021) سياسي أمريكي خدم في مجلس النواب في ألاسكا من عام 1967 إلى عام 1977.

## السيرة الشخصية
شغل منصب رئيس مجلس النواب في ألاسكا من 1975 إلى 1977.
في عام 1965م أصبح برادنر مساعدًا تشريعيًا وانتُخب في منزل الولاية بصفته الشخصية المترشحة خلال الدورة الانتخابية التالية و التي استمرت حتى عام 1977م. شغل منصب رئيس مجلس النواب في ألاسكا من عام 1975 م إلى عام 1977م. و في عام 1976م قام برادنر بعمل بحملة انتخابية بصفته سياسيًا مستقلًا للحصول على مقعد في مجلس شيوخ ألاسكا بعد خسارته في الانتخابات التمهيدية للحزب الديمقراطي أمام ريتشارد جريويل كان برادنر مساعدًا تشريعيًا لإدارة حكام ستيف كوبر حتى استقالته في يناير 1987م.
قام برادنر وزوجته الأولى جانيت بتربية أربع بنات. تزوج فيما بعد من جين ، وأنجب منها ابنتان ولديه ابنتان بالتبني.. توفي من مضاعفات كوفيد 19 خلال الجائحة في ألاسكا في 27 فبراير 2021 في أنكوراج ألاسكا عن عمر يناهز 83 عامًا، بعد أربعة أيام من عيد ميلاده 84.